# Quesos de España
En España se elaboran numerosos quesos, algunos de ellos de renombre internacional. A lo largo de toda la geografía encontramos quesos de leche de vaca, cabra y oveja, que se aprovecha para elaborar diversos quesos. Algunas regiones son más conocidas por sus quesos que otras, siendo singularmente conocido el queso manchego. No obstante hay 26 quesos con denominación de origen protegida en España y muchísimos más que carecen de ella. Los hay de todos los tipos, de leche de oveja, de cabra, de vaca o de mezclas. Los hay frescos y curados, de pasta prensada o no, de leche cruda y pasteurizada, cremosos, azules, etcétera.

## Quesos por comunidades autónomas
A continuación se listan los quesos que aparecen en el Catálogo Electrónico de Quesos del portal «alimentación.es» del Ministerio de Agricultura y Pesca, Alimentación y Medio Ambiente de España. Como antecedentes a este catálogo se encuentran la publicación del Catálogo de Quesos españoles en los años 1969, 1973 y 1990 y el Inventario Español de Productos Tradicionales (1996) en el que se dedica una parte a los quesos españoles. No se incluyen marcas de queso ni proyectos de recuperación de quesos que se elaboraban antiguamente, es decir, únicamente incluye estilos de queso con una historia y unas características que los hacen identificables y distinguibles con respecto de otros.
| Comunidad autónoma     | Queso                               | Sello de calidad | Tipo de leche             | Imagen |
| ---------------------- | ----------------------------------- | ---------------- | ------------------------- | ------ |
| Andalucía              | Queso Alhama de Granada             | No               | Leche de cabra            |        |
| Andalucía              | Queso de Andalucía de cabra         | No               | Leche de cabra            |        |
| Andalucía              | Queso de Aracena                    | No               | Leche de cabra            |        |
| Andalucía              | Queso de Cádiz                      | No               | Leche de cabra            |        |
| Andalucía              | Queso de Grazalema                  | No               | Mezcla de alguna de ellas |        |
| Andalucía              | Queso de La Calahorra               | No               | Leche de oveja            |        |
| Andalucía              | Queso de Las Alpujarras             | No               | Leche de cabra            |        |
| Andalucía              | Queso de Los Pedroches              | No               | Leche de oveja            |        |
| Andalucía              | Queso de Málaga                     | No               | Leche de cabra            |        |
| Andalucía              | Queso de Sierra Morena              | No               | Leche de cabra            |        |
| Aragón                 | Queso Ansó-Hecho                    | No               | Leche de oveja            |        |
| Aragón                 | Queso de Benasque                   | No               | Mezcla de alguna de ellas |        |
| Aragón                 | Queso de Teruel                     | No               | Leche de oveja            |        |
| Aragón                 | Queso de Tronchón                   | No               | Mezcla de alguna de ellas |        |
| Principado de Asturias | Afuega'l Pitu                       | D.O.P.           | Leche de vaca             |        |
| Principado de Asturias | Cabrales                            | D.O.P.           | Mezcla de alguna de ellas |        |
| Principado de Asturias | Queso de Gamonedo                   | D.O.P.           | Mezcla de alguna de ellas |        |
| Principado de Asturias | Queso ahumado de Pría               | No               | Mezcla de alguna de ellas |        |
| Principado de Asturias | Queso Casín                         | D.O.P.           | Leche de vaca             |        |
| Principado de Asturias | Queso de Abredo                     | No               | Leche de vaca             |        |
| Principado de Asturias | Queso de Buelles                    | No               | Leche de cabra            |        |
| Principado de Asturias | Queso de La Peral                   | No               | Leche de vaca             |        |
| Principado de Asturias | Queso de Oscos                      | No               | Leche de vaca             |        |
| Principado de Asturias | Queso del Valle del Narcea          | No               | Mezcla de alguna de ellas |        |
| Principado de Asturias | Queso de Genestoso                  | No               | Mezcla de alguna de ellas |        |
| Principado de Asturias | Queso de Los Beyos                  | I.G.P.           | Mezcla de alguna de ellas |        |
| Principado de Asturias | Queso de Peñamellera                | No               | Mezcla de alguna de ellas |        |
| Principado de Asturias | Queso de Porrúa                     | No               | Mezcla de alguna de ellas |        |
| Principado de Asturias | Queso Urbiés                        | No               | Leche de vaca             |        |
| Principado de Asturias | Queso Vidiago                       | No               | Mezcla de alguna de ellas |        |
| Islas Baleares         | Queso de Mahón-Menorca              | D.O.P.           | Mezcla de alguna de ellas |        |
| Islas Baleares         | Queso de Mallorca                   | No               | Mezcla de alguna de ellas |        |
| Canarias               | Queso de Gran Canaria               | No               | Mezcla de alguna de ellas |        |
| Canarias               | Queso de La Gomera                  | No               | Mezcla de alguna de ellas |        |
| Canarias               | Queso de Lanzarote                  | No               | Mezcla de alguna de ellas |        |
| Canarias               | Queso de Tenerife                   | No               | Leche de cabra            |        |
| Canarias               | Queso flor de guía                  | D.O.P.           | Mezcla de alguna de ellas |        |
| Canarias               | Queso herreño                       | No               | Mezcla de alguna de ellas |        |
| Canarias               | Queso majorero                      | D.O.P.           | Leche de cabra            |        |
| Canarias               | Queso palmero                       | D.O.P.           | Leche de cabra            |        |
| Cantabria              | Picón Bejes-Tresviso                | D.O.P.           | Leche de vaca             |        |
| Cantabria              | Queso Campoo-Los Valles             | No               | Mezcla de alguna de ellas |        |
| Cantabria              | Queso de Guriezo                    | No               | Leche de oveja            |        |
| Cantabria              | Queso nata de Cantabria             | D.O.P.           | Leche de vaca             |        |
| Cantabria              | Queso Pasiego                       | No               | Leche de vaca             |        |
| Cantabria              | Queso Pido                          | No               | Mezcla de alguna de ellas |        |
| Cantabria              | Quesucos de Liébana                 | D.O.P.           | Mezcla de alguna de ellas |        |
| Castilla y León        | Queso Arribes de Salamanca          | No               | Leche de oveja            |        |
| Castilla y León        | Queso Castellano                    | No               | Leche de oveja            |        |
| Castilla y León        | Queso de Babia y de Laciana         | No               | Leche de cabra            |        |
| Castilla y León        | Queso de Burgos                     | No               | Mezcla de alguna de ellas |        |
| Castilla y León        | Queso de La Adrada                  | No               | Leche de cabra            |        |
| Castilla y León        | Queso de La Bureba                  | No               | Leche de oveja            |        |
| Castilla y León        | Queso de la Montaña de León         | No               | Leche de vaca             |        |
| Castilla y León        | Queso de Valdeón                    | I.G.P.           | Mezcla de alguna de ellas |        |
| Castilla y León        | Queso de Villalón                   | No               | Mezcla de alguna de ellas |        |
| Castilla y León        | Queso del Tiétar                    | No               | Leche de cabra            |        |
| Castilla y León        | Queso Pata de mulo                  | No               | Leche de oveja            |        |
| Castilla y León        | Queso zamorano                      | D.O.P.           | Leche de oveja            |        |
| Castilla-La Mancha     | Queso de Letur                      | No               | Mezcla de alguna de ellas |        |
| Castilla-La Mancha     | Queso de los Montes de Toledo       | No               | Leche de cabra            |        |
| Castilla-La Mancha     | Queso de Oropesa                    | No               | Leche de oveja            |        |
| Castilla-La Mancha     | Queso del Valle de Alcudia          | No               | Leche de oveja            |        |
| Castilla-La Mancha     | Queso manchego                      | D.O.P.           | Leche de oveja            |        |
| Cataluña               | Mató                                | No               | Mezcla de alguna de ellas |        |
| Cataluña               | Queso de l'Alt Urgell y la Cerdanya | D.O.P.           | Leche de vaca             |        |
| Cataluña               | Queso de Ossera                     | No               | Leche de cabra            |        |
| Cataluña               | Queso de Pastor (Formatge d'atura)  | No               | Leche de cabra            |        |
| Cataluña               | Queso de Trapo (Formatge de Drap)   | No               | Leche de vaca             |        |
| Cataluña               | Queso de tupí                       | No               | Mezcla de alguna de ellas |        |
| Cataluña               | Queso Garrotxa                      | No               | Leche de cabra            |        |
| Cataluña               | Queso Montsec                       | No               | Leche de cabra            |        |
| Cataluña               | Queso Serrat                        | No               | Leche de oveja            |        |
| Extremadura            | Quesaílla                           | No               | Leche de cabra            |        |
| Extremadura            | Queso de Acehúche                   | No               | Leche de cabra            |        |
| Extremadura            | Queso de Barros                     | No               | Leche de oveja            |        |
| Extremadura            | Queso de Cáceres                    | No               | Leche de oveja            |        |
| Extremadura            | Queso de Gata-Hurdes                | No               | Leche de cabra            |        |
| Extremadura            | Queso de La Serena                  | D.O.P.           | Leche de oveja            |        |
| Extremadura            | Queso de La Siberia                 | No               | Leche de cabra            |        |
| Extremadura            | Queso de La Vera                    | No               | Leche de cabra            |        |
| Extremadura            | Queso Ibores                        | D.O.P.           | Leche de cabra            |        |
| Extremadura            | Torta del Casar                     | D.O.P.           | Leche de oveja            |        |
| Galicia                | Arzúa-Ulloa                         | D.O.P.           | Leche de vaca             |        |
| Galicia                | Cebreiro                            | D.O.P.           | Leche de vaca             |        |
| Galicia                | Queso de tetilla                    | D.O.P.           | Leche de vaca             |        |
| Galicia                | Requeixo                            | No               | Leche de vaca             |        |
| Galicia                | San Simón da Costa                  | D.O.P.           | Leche de vaca             |        |
| La Rioja               | Queso Camerano                      | D.O.P.           | Leche de cabra            |        |
| Comunidad de Madrid    | Queso de Campo Real                 | No               | Leche de oveja            |        |
| Comunidad de Madrid    | Queso de Colmenar Viejo             | No               | Leche de cabra            |        |
| Comunidad de Madrid    | Queso de Fresnedillas de la Oliva   | No               | Leche de cabra            |        |
| Comunidad de Madrid    | Queso de Miraflores                 | No               | Mezcla de alguna de ellas |        |
| Comunidad de Madrid    | Queso de Torremocha de Jarama       | No               | Mezcla de alguna de ellas |        |
| Región de Murcia       | Queso de Murcia                     | D.O.P.           | Leche de cabra            |        |
| Región de Murcia       | Queso de Murcia al vino             | D.O.P.           | Leche de cabra            |        |
| Navarra                | Queso Roncal                        | D.O.P.           | Leche de oveja            |        |
| Comunidad Valenciana   | Queso de cassoleta                  | No               | Mezcla de alguna de ellas |        |
| Comunidad Valenciana   | Queso de La Nucía                   | No               | Mezcla de alguna de ellas |        |
| Comunidad Valenciana   | Queso de la Sierra de Espadán       | No               | Leche de oveja            |        |
| Comunidad Valenciana   | Queso de servilleta                 | No               | Mezcla de alguna de ellas |        |
| País Vasco             | Gaztazarra                          | No               | Leche de oveja            |        |
| País Vasco             | Idiazábal                           | D.O.P.           | Leche de oveja            |        |